# Cratere Lomonosov (Marte)
Lomonosov è un cratere sulla superficie di Marte.
Il cratere è dedicato al poeta russo Michail Vasil'evič Lomonosov.